# Canal Saint-Martin

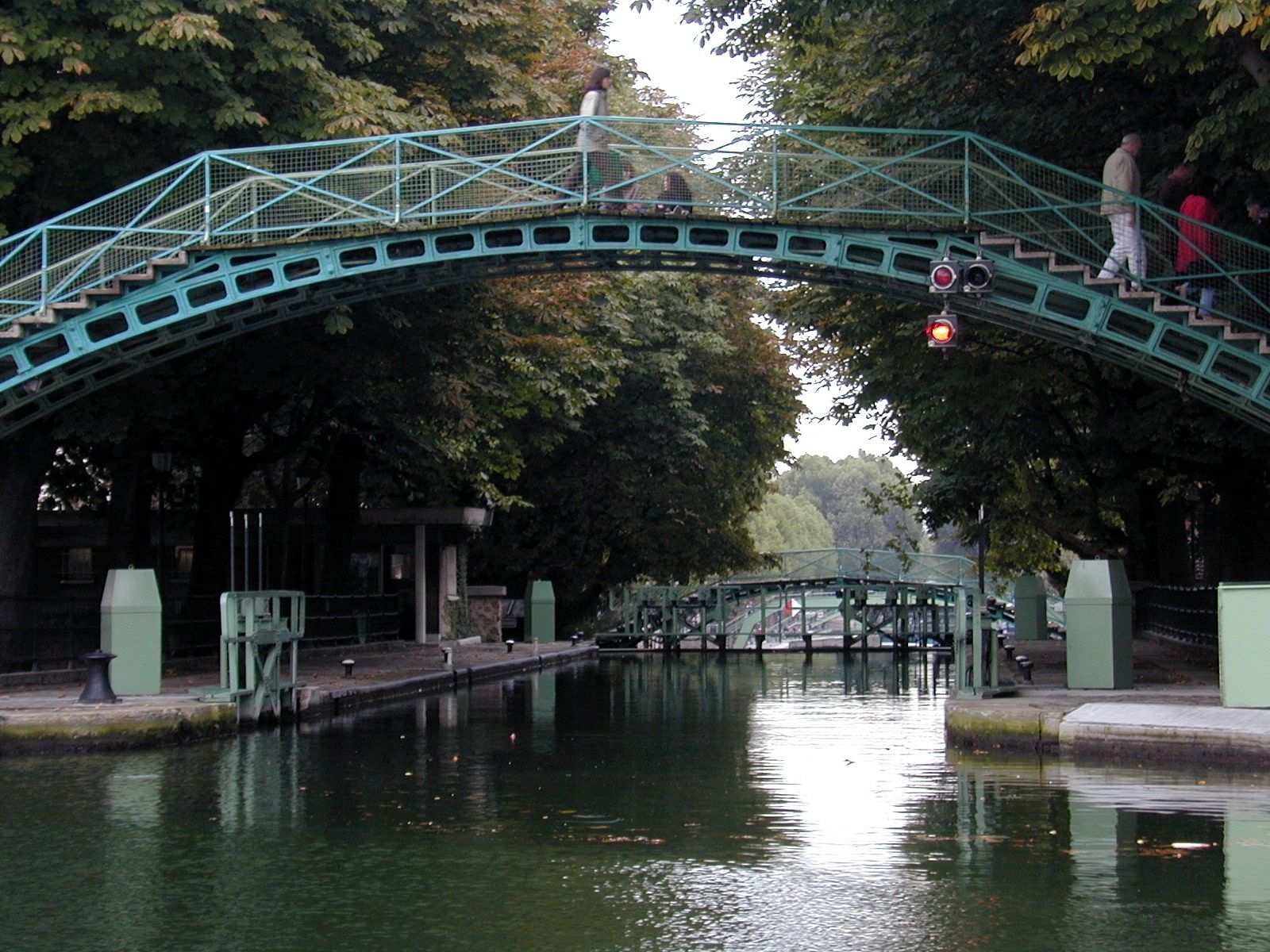
Mosty přes kanál

Canal Saint-Martin je jeden z vodních kanálů v Paříži. Nachází se v 10. a 11. obvodu. Je dlouhý 4,55 km a spojuje kanál Bassin de la Villette na severovýchodě města a Bassin de l'Arsenal, který je propojen se Seinou z pravého břehu. Společně s dalšími kanály Ourcq a Saint-Denis mají délku 130 km a všechny patří městu Paříži. Kanál je relativně úzký, neboť byl původně vybudován pro přívod pitné vody do Paříže. Byl otevřen v roce 1825, má devět plavebních komor, neboť překonává výškový rozdíl 25 metrů. Vede přes něj několik silničních mostů, z nichž dva jsou otočné a také lávky pro pěší.

## Tok

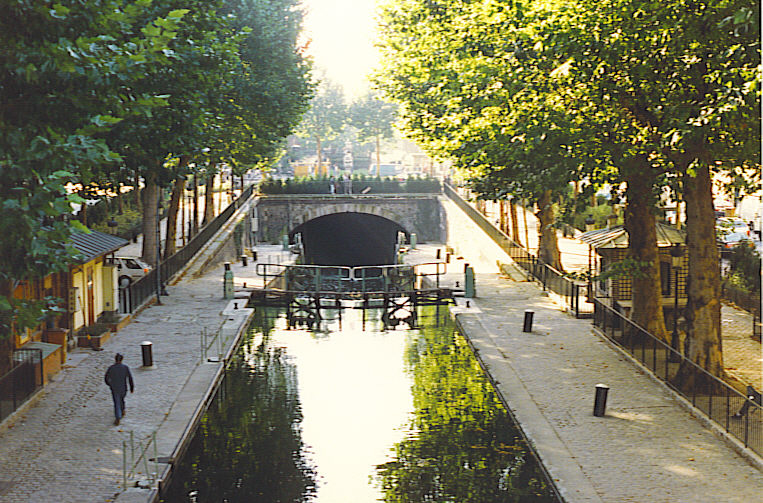
Ústí tunelu

Kanál začíná v severovýchodní části Paříže na náměstí de la Bataille-de-Stalingrad, kde je dvěma plavebními komorami oddělen od Bassin de la Villette. Kanál je nejprve otevřený a vede přes něj několik mostů a lávek pro pěší. Teprve od křížení s ulicí du Faubourg du Temple je kanál zakrytý. Zakrytí kanálu podél bulváru Jules Ferry proběhlo v roce 1907. Kanál dále pokračuje pod bulvárem Richard-Lenoir až pod náměstí de la Bastille. V tomto úseku byl kanál zakryt již v roce 1862. Za náměstím se spojuje s Bassin de l'Arsenal, který slouží jako přístav. Zhruba v těchto místech se nad kanály nachází na viaduktu umístěná stanice metra Bastille linky 1. Pod náměstím se střetávají ještě další dvě linky metra. Zatímco linka 5 vede na severovýchod města vlevo podél kanálu, linka 8 se s kanálem v prostorách pod náměstím kříží a je proto vedena v tunelu vyhloubeném pod kanálem.

## Historie
Ještě na počátku 19. století měli Pařížané jen omezené dodávky pitné vody a to i přes existenci akvaduktů a studen. Často se jednalo o nekvalitní vodu ze znečištěných řek Bièvry a Seiny. Napoleon Bonaparte se rozhodl v roce 1802 k nápravě tohoto stavu, aby se předešlo epidemiím úplavice a cholery způsobených špatnou hygienou. Pařížský prefekt Gaspard de Chabrol proto navrhl vykopat od řeky Ourcq zhruba 100 km severovýchodně od Paříže vodní kanál, jehož plány se datují již do 16. století. Výstavba probíhala poměrně rychle v letech 1802-1825 a byla financována novou daní na víno.

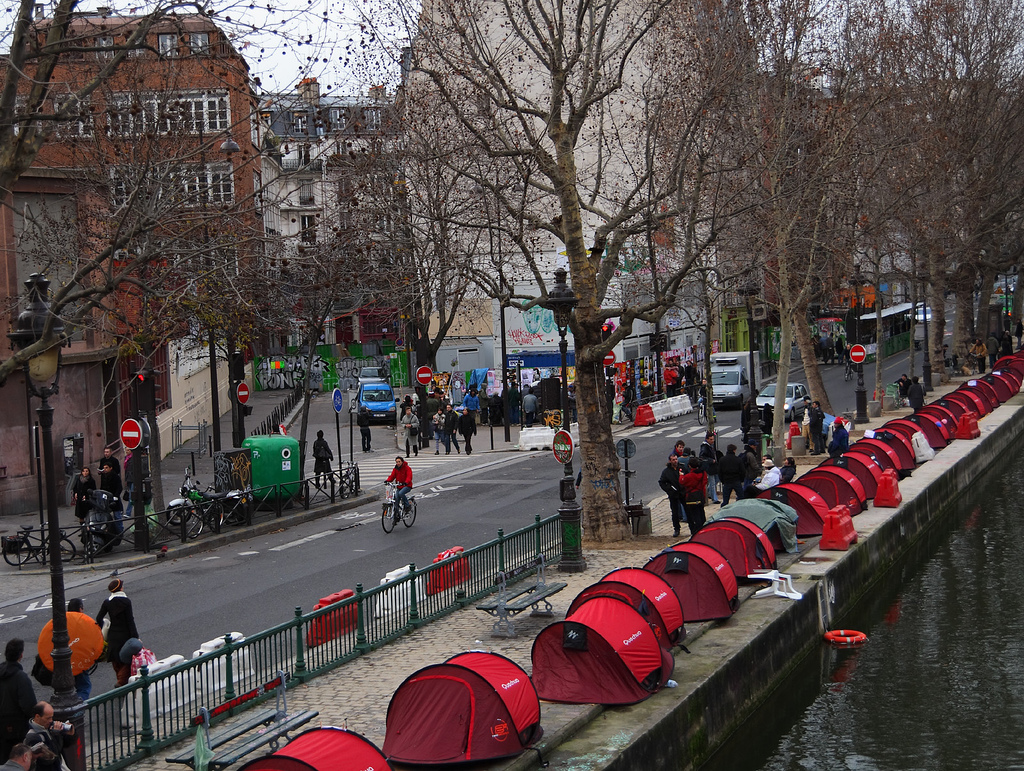
Stany pro bezdomovce (2006)

Kanál zažil svůj rozkvět od 19. do poloviny 20. století, kdy zde byl silný provoz. Canal Saint-Martin přiváděl nejen pitnou vodu do města, ale sloužil i k dopravě zboží, potravin (obiloviny) a stavebního materiálu přímo do centra Paříže.
Během 60. let 20. století začala konkurence silniční a železniční dopravy ohrožovat říční dopravu. Začal klesat komerční provoz na pařížských kanálech a s tím souvisel úpadek továren, skladů a dílen závislých na říční dopravě.
Kanálu dokonce na počátku 70. let hrozil zánik, neboť městská rada chtěla přijmout projekt čtyřproudé městské dálnice, která by na jeho místě vedla. Tento projekt byl nakonec odložen.
Během zimy roku 2006 instalovalo na nábřeží kanálu sdružení Les Enfants de Don Quichotte (Děti dona Quichotta) zhruba 200 stanů pro lidi bez přístřeší.

## Současnost
Canal Saint-Martin dnes slouží především k turistickým vyhlídkovým plavbám a v malé míře i k přepravě zboží. Je otevřen 363 dny v roce a je oblíbeným vycházkovým cílem turistů i místních. Na zakrytém úseku kanálu byly vybudovány veřejné parky, dětská hřiště a promenády.

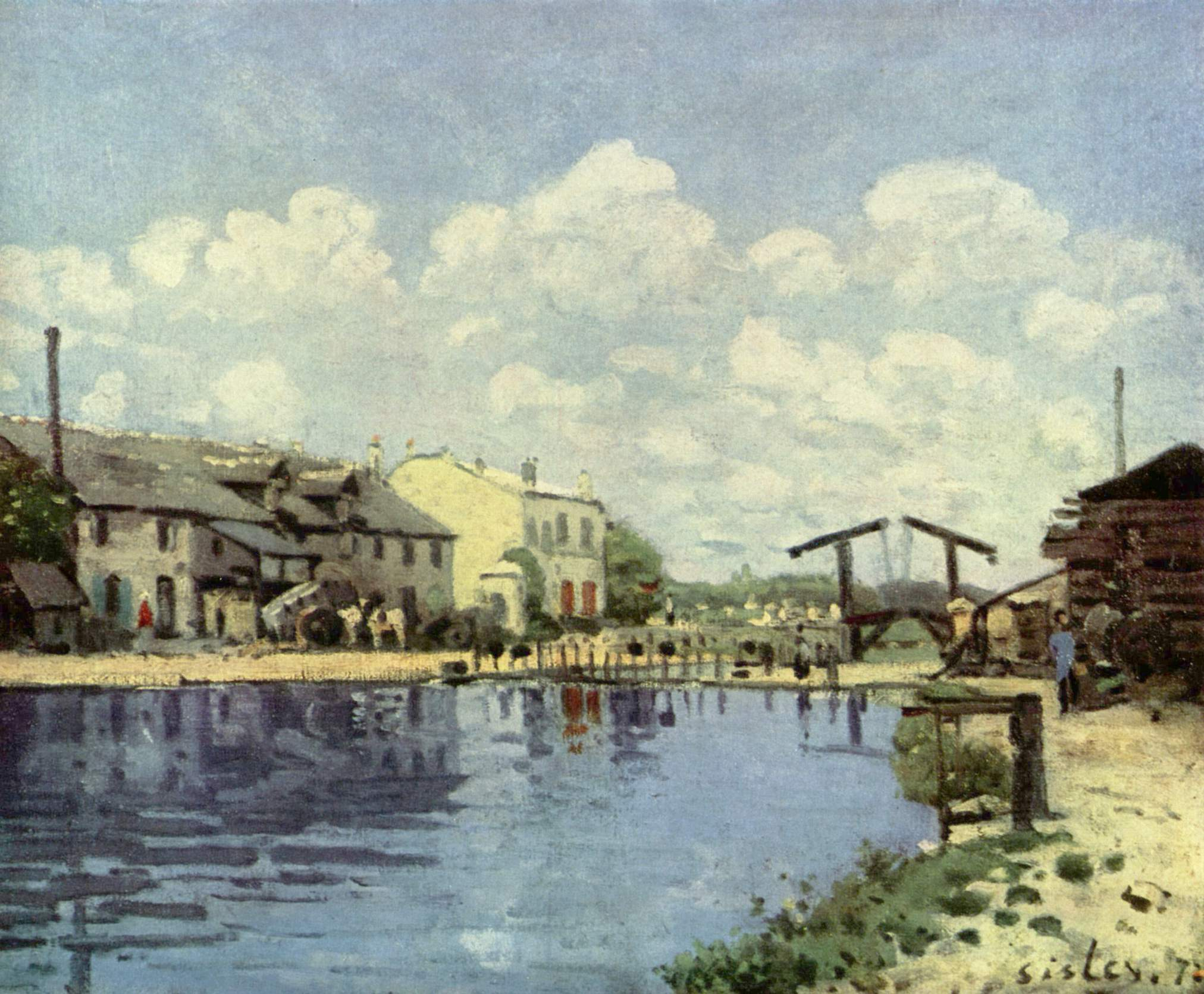
Alfred Sisley: Le Canal Saint-Martin (Musée d'Orsay, 1872)

## Canal Saint-Martin v kultuře
Kanál inspiroval nejen v minulosti, ale i v současnosti umělce z mnoha oblastí. Canal Saint-Martin se jmenuje píseň skupiny Les Fatals Picards, která byla vydána v březnu 2009.
Také se objevil v několika filmech. Ve snímku Hotel du Nord z roku 1938 byly ovšem záběry kanálu natáčeny ve filmových ateliérech. V reálných exteriérech se natáčel začátek komedie Život plný malérů (Les Malheurs d'Alfred) s Pierrem Richardem v hlavní roli (1972), kde se na mostě nad kanálem setkávají hlavní hrdinové filmu. Pravděpodobně nejznámější záběry pocházejí z filmu Amélie z Montmartru natočeném roku 2001.